# Edward Ciuk
Edward Ciuk (ur. 10 października 1909 w Łagiszy koło Będzina, zm. 8 marca 1995 w Warszawie) – geolog, specjalista geologii złóż węgli brunatnych oraz geologii trzeciorzędu na Niżu Polskim. Był odkrywcą, współodkrywcą i badaczem większości złóż węgla brunatnego w Polsce. Miał też poważne osiągnięcia w badaniach trzeciorzędu na Niżu Polskim, m.in. był twórcą nadal w zasadzie obowiązującego schematu litostratygrafii trzeciorzędu niżowego. 

## Życiorys

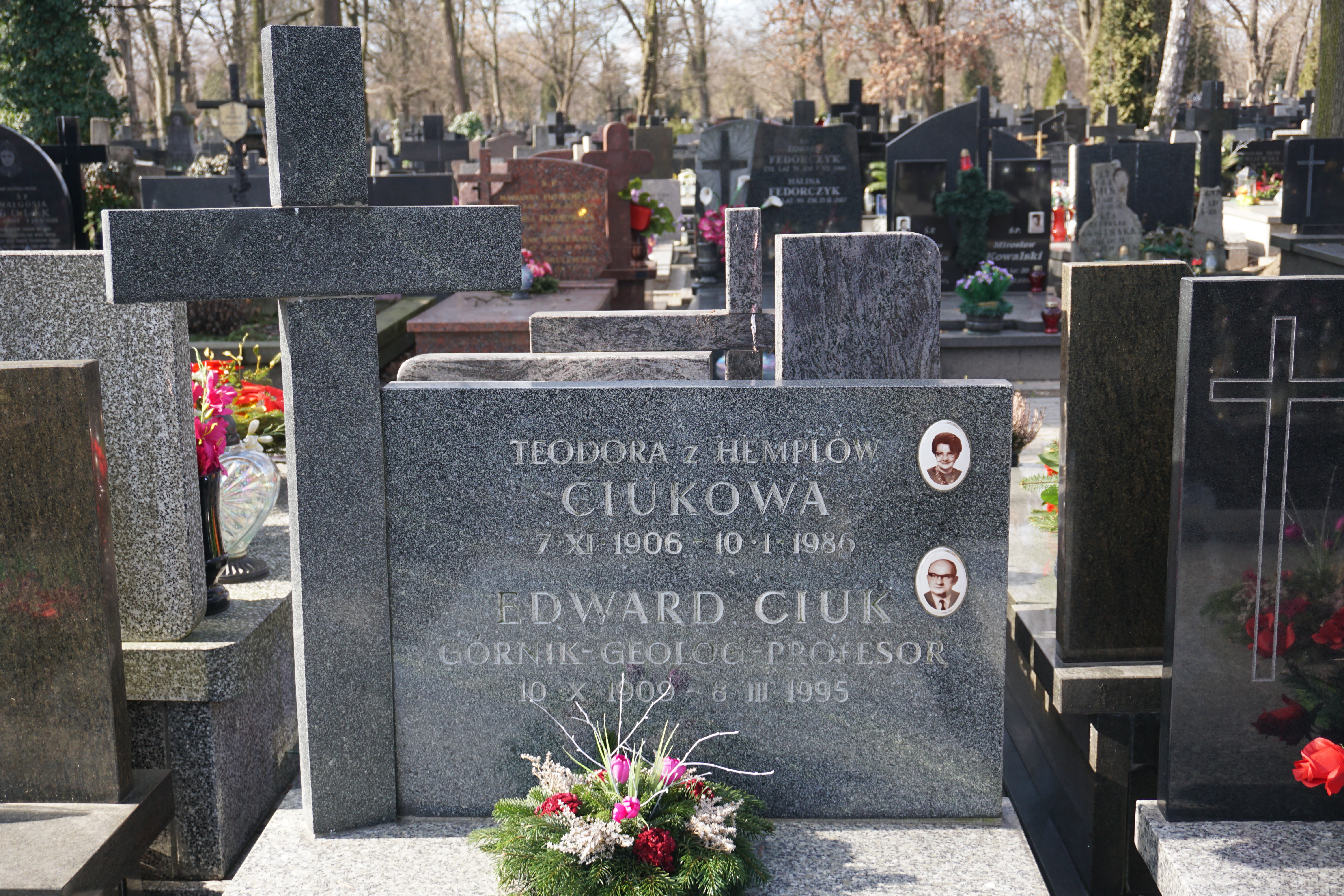
Grób Edwarda Ciuka na cmentarzu Bródnowskim w Warszawie

Pochodził z rodziny kolejarskiej. W 1934 ukończył Wydział Górniczy Państwowej Szkoły Górniczo-Hutniczej im. Stanisława Staszica w Dąbrowie Górniczej (sławną Sztygarkę). Uzyskał dyplom technika górniczego z odznaczeniem w geologii. Odbył szereg praktyk geologiczno-górniczych w kopalniach węgla kamiennego w Zagłębiu Dąbrowskim (kopalnie Czeladź, Flora i Mars), rud żelaza w rejonie częstochowskim (kop. Konopiska), soli potasowych w Stebniku i Kałuszu, rud cynku i ołowiu (kop. Bolesław koło Olkusza) oraz ropy naftowej w Borysławiu.
W latach 1934–1939 pracował w macierzystej szkole, początkowo jako asystent nauczyciela, a od 1936 jako wykładowca mineralogii, petrografii, geologii i złóż surowców mineralnych. Jako ekstern uzyskał maturę ogólnokształcącą w gimnazjum im. St. Staszica w Sosnowcu. W 1938 wstąpił na Wydział Matematyczno-Przyrodniczy Uniwersytetu Jagiellońskiego, gdzie zamierzał studiować geologię i geografię. Studia przerwała wojna niemiecko-polska.
W miesiącach letnich 1939 był współpracownikiem Państwowego Instytutu Geologicznego. Pod kierunkiem Władysława Bobrowskiego prowadził poszukiwania glinek ogniotrwałych i rud żelaza w północnym obrzeżeniu Zagłębia Dąbrowskiego. 
We wrześniu 1939 wziął udział w walkach odwrotowych Armii Kraków, jako plutonowy w Batalionie Obrony Narodowej. W tych walkach przeszedł od Zagłębia Dąbrowskiego, przez Nidę, przeprawę przez Wisłę pod Baranowem, aż do Janowa Lubelskiego. Podczas wojny, w latach 1940–1943, pracował jako górnik w kopalni węgla kamiennego Mars, w Dąbrowie Górniczej. Potem, w latach 1943–1945, jako kreślarz w biurze mierniczym Towarzystwa Górniczo-Przemysłowego Saturn, przejętego przez niemiecki Preussag.
W kwietniu 1945 zgłosił się do reaktywowanego w Krakowie Państwowego Instytutu Geologicznego. Na polecenie dyrektora, Karola Bohdanowicza, objął problematykę węgla brunatnego. W 1947 przeniósł się do Warszawy. Do 1954 był kierownikiem Działu Węgli Brunatnych w Wydziale Węgli kierowanym przez Stanisława Doktorowicz-Hrebnickiego. We współpracy ze Zjednoczeniem Przemysłu Węgla Brunatnego badał obszary czynnych, odbudowujących się i zniszczonych przez wojnę kopalń węgla brunatnego w Polsce Środkowej i Zachodniej. W 1951 rozpoczął prace rozpoznawcze i poszukiwawcze złóż węgla brunatnego w Polsce. W 1954 objął stanowisko kierownika Zakładu Złóż Węgli, zamienionego później na Zakład Geologii Złóż Węgla Brunatnego, którym kierował do 1978.
Po wojnie kontynuował też pracę jako wykładowca geologii, najpierw w Państwowej Szkole Górniczo-Hutniczej w Dąbrowie Górniczej, a później, w latach 1951–1952, na Wydziałach Mechaniczno-Górniczym i Elektryczno-Górniczym Politechniki Wrocławskiej, a w latach 1952–1954 na Wydziale Budownictwa Lądowego Wieczorowej Szkoły Inżynierskiej w Warszawie. W 1955 uzyskał dyplom magistra geologii Akademii Górniczo-Hutniczej im. Stanisława Staszica w Krakowie, na Wydziale Geologiczno-Poszukiwawczym. 
W 1956 za wybitne osiągnięcia zawodowe został mianowany docentem w Instytucie Geologicznym w Warszawie. Stanowisko i tytuł naukowy profesora nadzwyczajnego nauk przyrodniczych otrzymał od Rady Państwa w 1972. Był członkiem Polskiego Towarzystwa Geologicznego, autorem i współautorem ponad 150 publikacji, ponad 350 opracowań archiwalnych i kilkuset ekspertyz, opinii, koreferatów oraz recenzji. Jego doktorantką była Maria Ziembińska-Tworzydło.
Przeszedł na emeryturę w 1979, nadal pracując jako konsultant naukowy. Pochowany na cmentarzu Bródnowskim w Warszawie (kwatera 17F-5-10).

## Odznaczenia
- Krzyż Oficerski Orderu Odrodzenia Polski (1970)
- Krzyż Kawalerski Orderu Odrodzenia Polski (1960)
- Order Sztandaru Pracy II klasy (1977)
- Złoty Krzyż Zasługi (1954)
- Srebrny Krzyż Zasługi (1952)

## Medale
- Medal 10-lecia Polski Ludowej (1955)
- Medal 30-lecia Polski Ludowej (1974)
- Medal Górnictwa w 1000-lecie Państwa Polskiego (1962)
- Medal 50-lecia Instytutu Geologicznego (1970)

## Odznaki
- Odznaka Przodownika Pracy Socjalistycznej (1970)
- Odznaka Geologa (1970)
- Odznaka Zasłużonego Przodownika Pracy Socjalistycznej (1971)
- Złota Odznaka Zasłużonego dla Województwa Wrocławskiego (1971)
- Złota Odznaka Zasłużonego Pracownika Państwowego Instytutu Geologicznego